# 프로콜 하럼
프로콜 하럼(Procol Harum)은 1967년에 결성된 영국의 록 밴드다. 그들의 가장 잘 알려진 음반은 1967년 히트 싱글인 〈A Whiter Shade of Pale〉으로, 대중음악의 고전으로 여겨지고 있고 1000만 장 이상이 팔린 몇 안 되는 싱글 중 하나이다. 바로크 음악과 클래식 음악의 영향을 받은 점이 주목받았지만 프로콜 하럼의 음악은 블루스, 리듬 앤 블루스, 그리고 소울도 포함하고 있다.
2018년, 로큰롤 명예의 전당에 새롭게 싱글 부문이 도입되면서, 이 밴드는 〈A Whiter Shade of Pale〉 곡으로 헌액되었다.

## 저작물 소송
2009년 7월, 매튜 피셔는 1967년의 〈A Whiter Shade of Pale〉에 대한 영국 법원의 소송에서 이겨 2005년 분부터 작곡자에 대한 저작권료의 40%를 가져가게 되었다. 이전에는 브루커가 작곡자에 대한 지분으로 전체 저작권료의 50%를, 작사가 레이드가 50%를 가져갔었다.

## 음반 목록
스튜디오 음반
- Procol Harum (1967)
- Shine n Brightly (1968)
- A Salty Dog (1969)
- Home (1970)
- Broken Barricades (1971)
- Grand Hotel (1973)
- Exotic Birds and Fruit (1974)
- Procol's Ninth (1975)
- Something Magic (1977)
- The Prodigal Stranger (1991)
- The Well's on Fire (2003)
- Novum (2017)